# Holocryptis permaculata
Holocryptis permaculata là một loài bướm đêm trong họ Noctuidae.